# Furela
Furela en galicien (nom officiel) est une des deux localités de la parroquia de Santiago de Zoó (gl) dans le municipio de Samos, comarque de Sarria, province de Lugo, communauté autonome de Galice, au nord-ouest de l'Espagne.
Cette localité est une halte d'une variante pédestre du Camino francés du Pèlerinage de Saint-Jacques-de-Compostelle, entre Triacastela et Sarria.

## Patrimoine et culture

### Pèlerinage de Compostelle
Par une variante pédestre du Camino francés du Pèlerinage de Saint-Jacques-de-Compostelle, le chemin vient de Fontearcuda dans le même municipio de Samos.
La prochaine localité traversée est Pintín, dans le même municipio de Samos.

## Sources et références
- (fr) Grégoire, J.-Y. & Laborde-Balen, L. , « Le Chemin de Saint-Jacques en Espagne - De Saint-Jean-Pied-de-Port à Compostelle - Guide pratique du pèlerin », Rando Éditions, mars 2006,  (ISBN 2-84182-224-9)
- (fr)« Camino de Santiago  St-Jean-Pied-de-Port - Santiago de Compostela », Michelin et Cie, Manufacture Française des Pneumatiques Michelin, Paris, 2009,  (ISBN 978-2-06-714805-5)
- (fr)« Le Chemin de Saint-Jacques Carte Routière », Junta de Castilla y León, Editorial